# Ulf-Diether Soyka
Ulf-Diether Soyka (* 5. Juni 1954 in Wien) ist ein österreichischer Komponist, Dirigent und Pädagoge.

## Leben
Ulf-Diether Soyka erhielt ab seinem vierten Lebensjahr ersten Klavierunterricht an der Musikschule XII in Wien. In den Jahren von 1964 bis 1974 studierte er an der Musik und Kunst Privatuniversität der Stadt Wien Tonsatz und Musiktheorie. Nachdem er 1973 am Bundesgymnasium XIII in Wien die humanistische Matura mit „gutem Erfolg“ ablegte, studierte er von 1974 bis 1981 an der Universität für Musik und darstellende Kunst Wien Musikerziehung AHS, „Harmonikale Grundlagenforschung“ und „Musikalische Graphik“ sowie Orchesterdirigieren bei Otmar Suitner und Komposition bei Friedrich Cerha. Parallel dazu hörte er zur selben Zeit Philosophie- und Psychologie-Vorlesungen an der Universität Wien und belegte von 1980 bis 1981 an der Wirtschaftsuniversität Wien den Hochschullehrgang „Kulturelles Management“ bei Ernst Haeussermann.
Nachdem Soyka in den Jahren von 1976 bis 1979 einer privaten Musiklehrtätigkeit nachging, war er bis 1981 Lehrbeauftragter an der Universität für Musik und darstellende Kunst Wien. Ab 2011 absolvierte er an der Universität für Musik und darstellende Kunst Wien ein Studium der Instrumentalmusikerziehung, welches er 2014 mit dem Abschluss Mag.art. beendete.
Seit 1979 publiziert Soyka zahlreiche musik-kulturpolitische Fachartikel, u. a. für die Zeitschriften Tritonus, Musikerziehung, Österreichische Musikzeitschrift, Die Furche, Die Presse, Literatur aus Österreich, Podium und NÖ.Journal. Seit 1983 ist Soyka als freischaffender Komponist mit internationalen Kompositionsaufträgen tätig. Im selben Jahr gründete er die ARGE Klosterneuburger Komponisten, deren Vorsitzender er bis heute ist.

## Auszeichnungen (Auswahl)
- 1975: Stipendiat der Alban Berg Stiftung[4]
- 1977: Stipendiat der Alban Berg Stiftung[4]
- 1980: Kompositionspreis der Theodor-Körner-Stiftung
- 1983: Österreichisches Staatsstipendium für Komposition[2]
- 1983: Förderungspreis des Landes Niederösterreich für Musik[2]
- 1985: Kulturpreis der Stadt Klosterneuburg[2]
- 1985: Kompositionspreis in Tolima/Kolumbien[2]
- 1987: Kompositionspreis der Theodor-Körner-Stiftung[2]
- 2008: AICE Kulturaustausch-Kompositionspreis für Chormusik[2]

## Musikalisches Wirken und Kompositionsstil
Soyka schuf sowohl geistliche Musik (Messen, Oratorien) als auch Opern sowie Werke für Orchester, Chor, Kammermusik in unterschiedlicher Besetzung, Werke für Tasteninstrumente solo, Werke für Streich- und Kammerorchester, Instrumentalkonzerte, Lieder und ebenfalls Film-, Tanz- und Unterhaltungsmusik. Seinen kompositorischen Stil beschrieb Werner Pelinka 1987 in der Kulturzeitschrift MORGEN:

„Soykas Musik ist der Dodekaphonie verpflichtet, aber nicht der dogmatisch seriellen, sondern einer erweiterten zwölftönigen Schreibweise, welche vom melodischen und rhythmischen Einfall, vom Gefühl determiniert ist. Diese der „emotio“ verbundene Komponente bewirkt ein spontanes Verständnis beim Zuhörer, auch wenn dieser die von der „ratio“ geleiteten Strukturen und Details nicht zu verfolgen vermag. Seine Tonsprache ist abwechslungsreich, sowohl melodiös und klangschön als auch rhythmisch lebendig und kraftvoll“

## Werke (Auswahl)
Quelle: 

### Ensemblemusik
- Klavierquintett – Für zwei Violinen, Klavier, Viola und Violoncello, op. 2/2 (1979)
- 1. Bläserquintett – mit Saxophon, op. 2/4 (1980)
- Streichtrio – für Violine, Viola und Violoncello, op. 2/3 (1980)
- Archaiotropia – Quintett für Posaune, Schlagzeug, Violine, Violoncello und Querflöte, op. 2/11 (1981)
- Querflötenquintett – für zwei Violinen, Viola und Violoncello, op. 2/12 (1982)
- Sieben Miniaturen – Duo für Altblockflöte und Klavier, op. 2/13 (1982)
- Imitation – Duo für Altblockflöte und Querflöte, op. 2/18 (1982)
- Intonationes – Vier Duos für Viola und Violoncello, op. 2/14 (1982)
- Romanze – Duo für Klavier und Violoncello, op. 2/19 (1983)
- Drei Duos – für Gitarre und Violoncello, op. 2/21 (1984)
- Abendmusik – für drei Blockflöten, op. 2/26 (1985)
- Festfanfare I – Quartett für zwei Hörner, Trompete und Posaune, op. 2/29 (1987)
- Streichquartett Nr. 2 – für zwei Violinen, Viola und Violoncello, op. 2/32 (1988)
- Return – Duo für Altblockflöte und Klavier, op. 2/34 (1990)
- Legende – Quartett für vier Blockflöten, op. 2/37 (1992)
- AMA-Menü 1995 – (kulinarische AMA-Suite) für zwei Cembali, op. 9/13 (1995)
- PSIchose – Duo für Horn (F) und Klavier, op. 2/43 (1997)
- Fünf Kafkaneseken – Duo für Singende Säge und Violoncello, op. 2/46 (1998)
- Soundcheck – Duo für Violoncello und Klavier, op. 2/48 (1999)
- 5/8-Sonata – Duo für Flöte (oder Blockflöte) und Klavier, op. 2/50 (2000)
- A-H-S-Bestechungsversuch – (für Julies gute Note) für zwei Gitarren, op. 8/17 (2004)
- Kammersonate – Duo für Trompete (Bb) und Klavier, op. 2/52 (2006)
- Zwischentöne – Duo für Klarinette und Gitarre, op. 2/68 (2009)

### Bühnenmusik
- Lilo und der Wassermann – Märchenballett, op. 3/4 (1984)
- Introduktion. Ballettouvertüre – op. 3/5 (1984)
- Malya – Oper in zwei Akten nach Texten von Gunhild Knoll und Sibyl I. Wood, op. 12/1 (1986)
- David darf nicht wissen, daß er König ist – Oper in vier Akten, op. 12/2 (1990)
- Das Idol. Tanzspiel – nach einem Sujet von György Sebestyen, op. 10/3 (1990)
- Die Vielgeliebte – Zwölftonoperette in zwei Akten nach Texten von David Axmann, op. 12/3 (1991)
- Terpsichore – Komische Oper in zwei Akten, op. 12/4 (1995–1999)
- Vier Arien aus TERPSICHORE – op. 10/5 (1996)
- Leyla – Zweisprachige Oper nach einem Märchen aus Azerbaijan, op. 12/5 (2001–2002)

### Vokalmusik
- Denn Herr, die großen Städte – Motette für 16-stimmigen gemischten Chor nach Texten von Rainer Maria Rilke, op. 11/2 (1981)
- Salve Regina – Für Knabenchor und Orgel, op. 11/3 (1981)
- Die Hexe – Für Schulchor nach Texten von Richard Schaukal, op. 8/4 (1983)
- Drei Madrigale – nach Texten von Friedrich Sacher und Marianne Haitinger, op. 11/4 (1983)
- Die Geburt Jesu – Für dreistimmigen Oberchor und Sprecher, op. 1/1 (1984)
- Sommertraum – Für vierstimmigen gemischten Chor a cappella, op. 8/7 (1984)
- Gloria – (Vinzenz Goller), Bearbeitung für vierstimmigen gemischten Chor, Orgel und Vorsänger, op. 1/2 (1986)
- Einfache Messe – nach Texten der Bibel und von Renate Lerperger für Kantor, Chor, Volk und Orgel, op. 1/3 (1986)
- Der 80. Psalm – Für vierstimmigen gemischten Chor a cappella, op. 11/5 (1988)
- Hymne Anesytiers – Für vierstimmigen gemischten Chor, op. 8/13 (1989)
- Nächtliches Gebet – (Du allein kannst alles geben) sechsstimmiger Kanon in der Sekund für gemischten Chor a cappella, op. 11/7 (1993)
- Morgengebet – (In Gottes Namen stehen wir auf) für fünfstimmigen Chor a cappella, op. 11/5 (1993)
- Fünf Motetten – nach Gebeten des Hl. Augustin und des Hl. Ignatius von Loyola für vier- bis sechsstimmigen Chor, op. 1/11 (1996)
- Es kommt ein Schiff geladen – Bearbeitung für vierstimmigen gemischten Chor, op. 11/10 (2000)
- Nun freut euch, ihr Christen – Bearbeitung für vierstimmigen gemischten Chor, op. 11/11 (2000)
- Chorsatz „Und läg in tiefster Ferne“ – Für vierstimmigen gemischten Chor nach Texten von Erich Bauer, op. 11/12 (2000)
- Drei tierische Chöre – Für vierstimmigen gemischten Chor nach Texten von Wilhelm Busch, op. 11/13 (2001)
- Perchè muori – Für 6-stimmigen gemischten chor a cappella, aus Laudes, op. 1/15 (2002)

### Solomusik
- Klavierstück I – Für Klavier solo, op. 9/1 (1980)
- Klavierstück II – Für Klavier solo, op. 9/2 (1982)
- Fata morgana – Für Querflöte solo, op. 2/23 (1984)
- Solosonate für Altblockflöte – op. 2/24 (1984)
- Schwarzweiße Miniaturen – Zwölf Kinderbilder am Klavier, op. 9/3 (1985)
- Verwunschene Liebe – Neun Lieder nach Texten von Renate Lerperger für Klavier solo und Solostimme Sopran, op. 6/4 (1985)
- Chiromantische Konzertetüden für Klavier – Drei Septimenetüden, op. 9/4 (1987)
- Marienmysterien – Einfaches Orgelbuch zur Meditation, op. 1/4 (1987)
- Noch seufzen die Seelen – Solosonate für Orgel, op. 9/7 (1989)
- Septimen-Toccata – Für Klavier solo, op. 9/8 (1989)
- Klaviersonate. (Australische Sonate) – Für Klavier solo, op. 9/9 (1990)
- Romantische Illusionen – über ein Thema von Paolo Conte (Max), op. 9/8 (1990)
- Seesternreigen – Für Violine solo, op. 2/36 (1991)
- Fünf Anklänge – Für Klavier solo, op. 9/10 (1991)
- Fünf mysteriöse Sekundentänze – Für Klavier solo, op. 9/11 (1992)
- Zwiefacher – Solo für Klavierschüler, op. 8/14 (1992)
- Dreizehn Psichosen – Für Klavier solo (Skizzen für R. P.), op. 9/12 (1994)
- Psichosenwalzer – Für Klavier solo, op. 9/14 (1996)
- Ave Maria – Für Orgel solo und Solostimme Sopran, op. 1/12 (1997)
- Solosonate für Violine – op. 2/45 (1997–1998)
- Chibi-Song – Für Klavier solo, op. 8/16 (2003)
- Drei Miniaturen – Für Klavier solo, op. 9/18 (2004)